# メジュドゥレチェンスク
メジュドゥレチェンスク（ロシア語: Междуреченск, Mezhdurechensk）は、ロシア連邦ケメロヴォ州の都市。人口は101,678 (2010年調査); 101,987 (2002年調査); 107,014 (1989年調査).
ウサ川とトミ川の合流地点に位置する。「川の間の」を意味するメジュドゥレチェンスクという名はこのことに由来する。
ノヴォクズネツクから東に60km。ケメロヴォから南東に312km。もともとオリジェラス村（Ольжерас, Ol'zheras）と呼ばれていたが、1955年に都市に昇格されるとともに改称された。
アバカンとノヴォクズネツクを結ぶ鉄道が通る。
1989年に、旧ソヴィエト連邦で初めて大規模なストライキが起こった。
石炭が豊富に産出する。2004年にはプーチン大統領が町を訪れ、ロシア国内でも有数の規模の炭鉱を視察した。